# Hull City AFC
Hull City AFC is een Engelse voetbalclub uit Kingston upon Hull, opgericht in 1904 en uitkomend in de EFL Championship. De club speelt zijn thuiswedstrijden in het MKM Stadium.

## Geschiedenis
In de seizoenen 2003/04 en 2004/05 promoveerde de club twee keer achter elkaar, van de vierde divisie naar de tweede in het Engelse voetbal. Drie seizoenen later werd Hull City derde in die Championship. In de finale van de play-offs speelde het op Wembley tegen Bristol City dat met 1-0 verslagen werd. Hiermee plaatste de club zich voor de allereerste keer voor de Premier League. Hull was de grootste Engelse stad waarvan nog nooit een ploeg in de hoogste klasse gespeeld had.
Het begon zijn Premier League geschiedenis met een 2-1 overwinning op Fulham. Hull begon de competitie voortvarend en werd gezien als een grote verrassing. Onder andere Newcastle United, Arsenal en Tottenham Hotspur werden verslagen. De club bivakkeerde zelfs enkele weken op de derde plaats. Maar na negen speelrondes werd er nog maar twee keer gewonnen en uiteindelijk bleef het ternauwernood bespaard van degradatie. In de FA Cup werd het in de kwartfinales uitgeschakeld.
Na de eerste speelronde kwam Hull in 2009/2010 niet hoger dan drie keer het weekeinde afsluiten als nummer veertien. Vrijwel het hele seizoen vocht Hull tegen degradatie maar dit kon niet worden afgewend. Met een uiteindelijke negentiende plaats degradeert het naar de Championship. Ondertussen werd Phil Brown in het voorjaar al ontslagen.
In het eerste seizoen na de degradatie kwam Hull niet verder dan een plek in de middenmoot. In de beginmaanden kwam het zelfs op een degradatieplaats te staan, maar in de tweede seizoenshelft herpakten zij zich en eindigden elfde.
In 2011/2012 wist Hull zich met een achtste plek niet te plaatsen voor de play-offs. Halverwege de competitie vertrok trainer Nigel Pearson naar Leicester City.
In 2013 wist Hull met een tweede plaats beslag te leggen op een Premier League-ticket. In een spannende laatste fase van de competitie gaven zij Watford nog de kans langszij te komen door de laatste vier wedstrijden niet te winnen, desondanks lukte het Watford niet Hull in te halen. Trainer van de selectie was Steve Bruce.
Voor het eerst sinds 2010 speelt Hull zijn wedstrijden weer in de Premier League en bivakkeert het vrijwel het gehele seizoen in de middenmoot om uiteindelijk iets daaronder te eindigen. Het eindigt uiteindelijk met vier punten voorsprong op degradant Norwich City op de zestiende plaats. Ondertussen bereikte Hull voor het eerst een finale van een groot toernooi. Ze kwamen onderweg in Sunderland slechts een club uit het hoogste niveau tegen en bereikte na een overwinning in de halve finale op Sheffield Wednesday de finale van de FA Cup. Hierin was Arsenal na verlenging te sterk voor de ploeg van Steve Bruce, maar desondanks plaatste het zich voor het eerst in de lange geschiedenis voor Europees voetbal. Dit omdat Arsenal zich via de competitie al verzekerd had van Champions League voetbal.
Het nieuwe seizoen begon Hull met de Europese campagne waarin het eerst het Slowaakse AS Trenčín uitschakelde. Vervolgens vloog Hull er in de laatste voorronde uit doordat het Belgische Lokeren meer uitdoelpunten maakte. Hull begon de competitie goed met een overwinning maar daarna een zeer moeizame periode. In zeventien wedstrijden die volgden werd er één keer gewonnen. Drie speelronden voor het einde belandde het op een degradatieplaats waar het niet meer van af geraakte. Zodoende speelde Hull vanaf 2015 weer op het tweede niveau. Het lukte Hull hierin in 2015/16 niet om bij de eerste twee te eindigen, maar het plaatste het zich met een vierde plek wel voor de play-offs. Daarin werd eerst Derby County verslagen. Uit zegevierde Hull met 0-3, waarna een 0-2 nederlaag thuis niet fataal was. In de finale werd Sheffield Wednesday verslagen middels een doelpunt van Mohamed Diamé. Zodoende promoveerde Hull voor de derde keer in een kleine tien jaar tijd naar de Premier League.
In het seizoen 2016/17 ontsloeg de club op 3 januari 2017 trainer Mike Phelan. Hij had sinds de zomer de honneurs waargenomen na het vertrek van Steve Bruce en kreeg in oktober een vaste aanstelling. Phelan kreeg Hull echter niet aan de praat. De club won onder zijn leiding slechts drie keer en bezette halverwege het seizoen de laatste plaats in de tussenstand. Hij werd opgevolgd door de Portugees Marco Silva, die in juni 2016 was opgestapt bij Olympiakos Piraeus nadat de club voor de 43ste keer Grieks kampioen was geworden.
Ook Silva wist de ploeg echter niet te behoeden voor degradatie. Voor Hull City viel het doek op zondag 14 mei 2017, toen de ploeg met 4-0 verloor bij Crystal Palace, onder meer door een treffer van de Nederlandse invaller Patrick van Aanholt. Eerder waren Middlesbrough en Sunderland al gedegradeerd naar de Championship. Silva vertrok aan het einde van het seizoen naar Watford en werd opgevolgd door de voormalig bondscoach van Rusland, Leonid Sloetski.
In het seizoen 2019/20 eindigde Hull City als laatste en degradeerde naar de League One, om het seizeon erop als kampioen terug te keren naar de Championship.

## Erelijst
- 2004 – League Two (runners-up)
- 2005 – League One
- 2008 – Championship (play-off winnaars)
- 2013 – Championship (runners-up)
- 2014 – FA Cup (runners-up)
- 2016 – Championship (play-off winnaars)
- 2021 – League One

## Overzichtlijsten

### Eindklasseringen vanaf 1946/47
- 1947 11e
Third Division North / South
- 1948 5e
Third Division North / South
- 1949 1e
Third Division North / South
- 1950 7e
Second Division
- 1951 10e
Second Division
- 1952 18e
Second Division
- 1953 18e
Second Division
- 1954 15e
Second Division
- 1955 19e
Second Division
- 1956 22e
Second Division
- 1957 8e
Third Division North / South
- 1958 5e
Third Division North / South
- 1959 2e
Third Division
- 1960 21e
Second Division
- 1961 11e
Third Division
- 1962 10e
Third Division
- 1963 10e
Third Division
- 1964 8e
Third Division
- 1965 4e
Third Division
- 1966 1e
Third Division
- 1967 12e
Second Division
- 1968 17e
Second Division
- 1969 11e
Second Division
- 1970 13e
Second Division
- 1971 5e
Second Division
- 1972 12e
Second Division
- 1973 13e
Second Division
- 1974 9e
Second Division
- 1975 8e
Second Division
- 1976 14e
Second Division
- 1977 14e
Second Division
- 1978 22e
Second Division
- 1979 8e
Third Division
- 1980 20e
Third Division
- 1981 24e
Third Division
- 1982 8e
Fourth Division
- 1983 2e
Fourth Division
- 1984 4e
Third Division
- 1985 3e
Third Division
- 1986 6e
Second Division
- 1987 14e
Second Division
- 1988 15e
Second Division
- 1989 21e
Second Division
- 1990 14e
Second Division
- 1991 24e
Second Division
- 1992 14e
Third Division
- 1993 20e
Second Division
- 1994 9e
Second Division
- 1995 8e
Second Division
- 1996 24e
Second Division
- 1997 17e
Third Division
- 1998 22e
Third Division
- 1999 21e
Third Division
- 2000 14e
Third Division
- 2001 6e
Third Division
- 2002 11e
Third Division
- 2003 13e
Third Division
- 2004 2e
Third Division
- 2005 1e
League One
- 2006 19e
Championship
- 2007 21e
Championship
- 2008 3e
Championship
- 2009 17e
Premier League
- 2010 19e
Premier League
- 2011 11e
Championship
- 2012 8e
Championship
- 2013 2e
Championship
- 2014 16e
Premier League
- 2015 18e
Premier League
- 2016 4e
Championship
- 2017 18e
Premier League
- 2018 18e
Championship
- 2019 13e
Championship
- 2020 24e
Championship
- 2021 1e
League One
- 2022 19e
Championship
- 2023 15e
Championship
- 2024 7e
Championship
- 2025 21e
Championship

- Second Division
- Third Division
- Fourth Division
- Premier League
- Championship
- League One

ⓘ In 1992 invoering van de Premier League en opheffing van de Fourth Division; in 2004 opheffing van de First, Second en Third Division.

### Seizoensresultaten
| Seizoen   | №  | Clubs | Divisie        | Duels | Winst | Gelijk | Verlies | Doelsaldo | Punten | Tsch   |
| --------- | -- | ----- | -------------- | ----- | ----- | ------ | ------- | --------- | ------ | ------ |
| 1999–2000 | 14 | 24    | Third Division | 46    | 15    | 14     | 17      | 43–43     | 59     | 5.736  |
| 2000–2001 | 6  | 24    | Third Division | 46    | 19    | 17     | 10      | 47–39     | 74     | 6.684  |
| 2001–2002 | 11 | 24    | Third Division | 46    | 16    | 13     | 17      | 57–51     | 61     | 9.506  |
| 2002–2003 | 13 | 24    | Third Division | 46    | 14    | 17     | 15      | 58–53     | 59     | 12.843 |
| 2003–2004 | 2  | 24    | Third Division | 46    | 25    | 13     | 8       | 82–44     | 88     | 16.847 |
| 2004–2005 | 2  | 24    | First Division | 46    | 26    | 8      | 12      | 80–53     | 86     | 18.025 |
| 2005–2006 | 18 | 24    | Championship   | 46    | 12    | 16     | 18      | 49–55     | 52     | 19.841 |
| 2006–2007 | 21 | 24    | Championship   | 46    | 13    | 10     | 23      | 51–67     | 49     | 18.758 |
| 2007–2008 | 3  | 24    | Championship   | 46    | 21    | 12     | 13      | 65–47     | 75     | 18.025 |
| 2008–2009 | 17 | 20    | Premier League | 38    | 8     | 11     | 19      | 39–64     | 35     | 24.816 |
| 2009–2010 | 19 | 20    | Premier League | 38    | 6     | 12     | 20      | 34–75     | 30     | 24.390 |
| 2010–2011 | 11 | 24    | Championship   | 46    | 16    | 17     | 13      | 52–50     | 65     | 21.168 |
| 2011–2012 | 8  | 24    | Championship   | 46    | 19    | 11     | 16      | 47–44     | 68     | 18.790 |
| 2012–2013 | 2  | 24    | Championship   | 46    | 24    | 7      | 15      | 61–52     | 79     | 17.368 |
| 2013–2014 | 16 | 20    | Premier League | 38    | 10    | 7      | 21      | 38–53     | 37     | 24.117 |
| 2014–2015 | 18 | 20    | Premier League | 38    | 8     | 11     | 19      | 33–51     | 35     | 23.557 |
| 2015–2016 | 4  | 24    | Championship   | 46    | 24    | 11     | 11      | 69–35     | 83     | 17.199 |
| 2016–2017 | 18 | 20    | Premier League | 38    | 9     | 7      | 22      | 37–80     | 34     | 20.761 |
| 2017–2018 | 18 | 24    | Championship   | 46    | 11    | 16     | 19      | 70–70     | 49     | 15.622 |
| 2018–2019 | 13 | 24    | Championship   | 46    | 17    | 11     | 18      | 66–68     | 62     | 12.165 |
| 2019–2020 | 24 | 24    | Championship   | 46    | 12    | 9      | 25      | 57–87     | 45     | 11.553 |
| 2020–2021 | 1  | 24    | League One     | 46    | 27    | 8      | 11      | 80-38     | 89     | --     |
| 2021–2022 | 19 | 24    | Championship   | 46    | 14    | 9      | 23      | 41-54     | 51     | 12.888 |
| 2022–2023 | 15 | 24    | Championship   | 46    | 14    | 16     | 16      | 51-61     | 58     | 17.973 |
| 2023–2024 | 7  | 24    | Championship   | 46    | 19    | 13     | 14      | 68-60     | 70     | 21.980 |
| 2024–2025 | 21 | 24    | Championship   | 46    | 12    | 13     | 21      | 44-54     | 49     | 21.323 |

### In Europa
#Q = #voorronde, PO = Play Offs, T/U = Thuis/Uit, W = Wedstrijd, PUC = punten UEFA coëfficiënten .
Uitslagen vanuit gezichtspunt Hull City
| Seizoen                                                    | Competitie    | Ronde | Land               | Club        | Totaalscore | 1e W    | 2e W    | PUC |
| ---------------------------------------------------------- | ------------- | ----- | ------------------ | ----------- | ----------- | ------- | ------- | --- |
| 2014/15                                                    | Europa League | 3Q    | Vlag van Slowakije | AS Trenčín  | 2-1         | 0-0 (U) | 2-1 (T) | 2.5 |
|                                                            |               | PO    | Vlag van België    | KSC Lokeren | 2-2 u       | 0-1 (U) | 2-1 (T) | 2.5 |
| Totaal aantal behaalde punten voor UEFA coëfficiënten: 2.5 |               |       |                    |             |             |         |         |     |

Zie ook:
- Deelnemers UEFA-toernooien Engeland
- Ranglijst van alle clubs die in de diverse Europa Cups zijn uitgekomen

## Bekende (oud-)spelers
- Daniel Allsopp
- Daniel Ayala
- Nick Barmby
- George Boateng
- Ian Butler
- Horatio Stratton Carter
- Daniel Cousin
- Alan Fettis
- Brad Guzan
- Mark Hateley
- Andy Hessenthaler
- Ken Houghton
- Nikica Jelavić
- Michiel Kuipers
- Harry Maguire
- Rob McDonald
- Bill McNaughton
- Steve McClaren
- George Maddison
- David Mercer
- Augustine Okocha
- Phil Parkinson
- Andy Payton
- Richard Sneekes
- Mick Tait
- Jan Vennegoor of Hesselink
- Andrew Robertson
- Dean Windass